# Islas Anambas
Las Islas Anambas (en indonesio: Kepulauan Anambas) son un archipiélago de Indonesia, localizado en el Mar de la China Meridional entre las dos partes principales de Malasia y Kalimantan (el área de la isla de Borneo que pertenece a Indonesia). El grupo de islas forma parte del Archipiélago de Riau, y a veces se incluye de forma vasta en el archipiélago de las Islas Natuna.
Las Anambas tienen una gran reserva de gas natural, que es exportado hacia Singapur y Malasia. La isla Matak es la principal para la explotación de estos recursos.
Otras islas son Siantan (Tarempa), Mubur, Jemaja y Kiabu (Airabu).